# Шнауфер, Хайнц-Вольфганг
Хайнц-Вольфганг Шнауфер (нем. Heinz-Wolfgang Schnaufer  , 16 февраля 1922 — 15 июля 1950) — немецкий лётчик-ас ночной истребительной авиации периода Второй мировой войны.
Самый результативный ночной истребитель в истории авиации, 21-й кавалер Рыцарского креста с дубовыми листьями, мечами и бриллиантами.

## Биография
После выпуска из лётной школы служил в 1-й и 4-й ночных истребительных авиационных эскадрах люфтваффе.
Пилотировал только истребители Messerschmitt Bf.110. Свой первый самолёт — бомбардировщик Handley Page Halifax — сбил в небе над Бельгией в ночь с 1 на 2 июня 1942 года, получив при этом ранение в ногу.
За время войны совершил 164 ночных боевых вылета, одержав 121 ночную победу в воздухе, из них 114 — над английскими 4-х моторными бомбардировщиками.
В мае 1945 года сдался британским войскам и был освобождён из плена в 1946 году, после чего занялся виноделием.
Умер 15 июля 1950 года в больнице Бордо от последствий травмы головы, полученной при столкновении грузовика с его спортивным автомобилем в районе города Биарриц (Франция).
В отличие от лучших ночных истребителей, Шнауфер сел за штурвал ночного истребителя сразу после летной школы. В составе группы II/NJG 1 он действовал в системе ПВО "Химмельбетт". Свою первую победу он одержал 2 июня 1942 года, но на протяжении почти целого года его успехи мало кого впечатляли. Боевой рапорт от 29 мая 1943 года гласит:
"Приблизительно в 00.35 я был направлен на перехват вражеского самолета, летящего на высоте 3500 метров. Бортовой радар обнаружил его, и, следуя указаниям оператора Баро, в 00.45 я различил в небе справа и выше от меня тяжелый четырехмоторный бомбардировщик противника. Враг отчаянно пытался ускользнуть, но я не дал ему уйти и атаковал снизу с расстояния примерно 80 метров. После моей очереди из пушек левое крыло бомбардировщика охватило пламя. Пылающий самолет накренился и стал падать. В 00.48 он ударился о землю и взорвался".
С момента получения директив от наземного командного пункта до визуального контакта с противником прошло десять минут, и всего три минуты - от визуального обнаружения вражеского самолета до того, когда он, объятый пламенем, врезался в землю. Погоня была медленной и кропотливой, а атака - быстрой и смертельной.
К августу 1943 года список побед Шнауфера достиг цифры 23, и он был назначен командиром эскадрильи 12./NJG 1. Примерно в это же время его напарником стал талантливый оператор РЛС Франц Румпельхард, уничтоживший вместе с ним 100 самолетов противника и понимавший его с полуслова. Ранее у Шнауфера было два оператора - Баро, с которым он одержал 12 побед, и Эрих Хандке (8). Впоследствии Хандке составил удачную компанию Мартину Древесу. Еще одним членом этого наиболее удачливого экипажа в ночной авиации люфтваффе стал Гэнслер, стрелок-снайпер с исключительно острым зрением. Гэнслер разделил с экипажами 115 побед, из числа которых 17 - с Людвигом Беккером и 98 - после перевода, с командой Шнауфера.
Когда Румпельхард занял место за экраном радиолокатора, счет побед Шнауфера начал быстро расти. В ночь с 16 на 17 декабря 1943 года его жертвами стали сразу четыре британских "Ланкастера", в результате чего список аса возрос до 40 сбитых самолетов. Погода в ту ночь была просто отвратительной, и в густой облачности Шнауфер буквально на ощупь летел к аэродрому. Он все же сумел благополучно посадить самолет, вынырнув из облака всего в 30 метрах над взлетно-посадочной полосой, - еще один пример его выдающегося летного мастерства.

В течение 1944 года Шнауфер сбил 64 вражеских самолета (этот рекорд так и не был побит), причем многие из этих побед были достигнуты в условиях качественного и количественного превосходства противника. Последние 15 самолетов он уничтожил в завершающий год войны, девять из них - на протяжении суток 21 февраля. Всего за Шнауфером числится 121 сбитый самолет. Секрет его успехов - в отличном владении истребителем, в большой точности стрельбы, а также, конечно, в непревзойденном Румпельхарде в качестве оператора РЛС. 

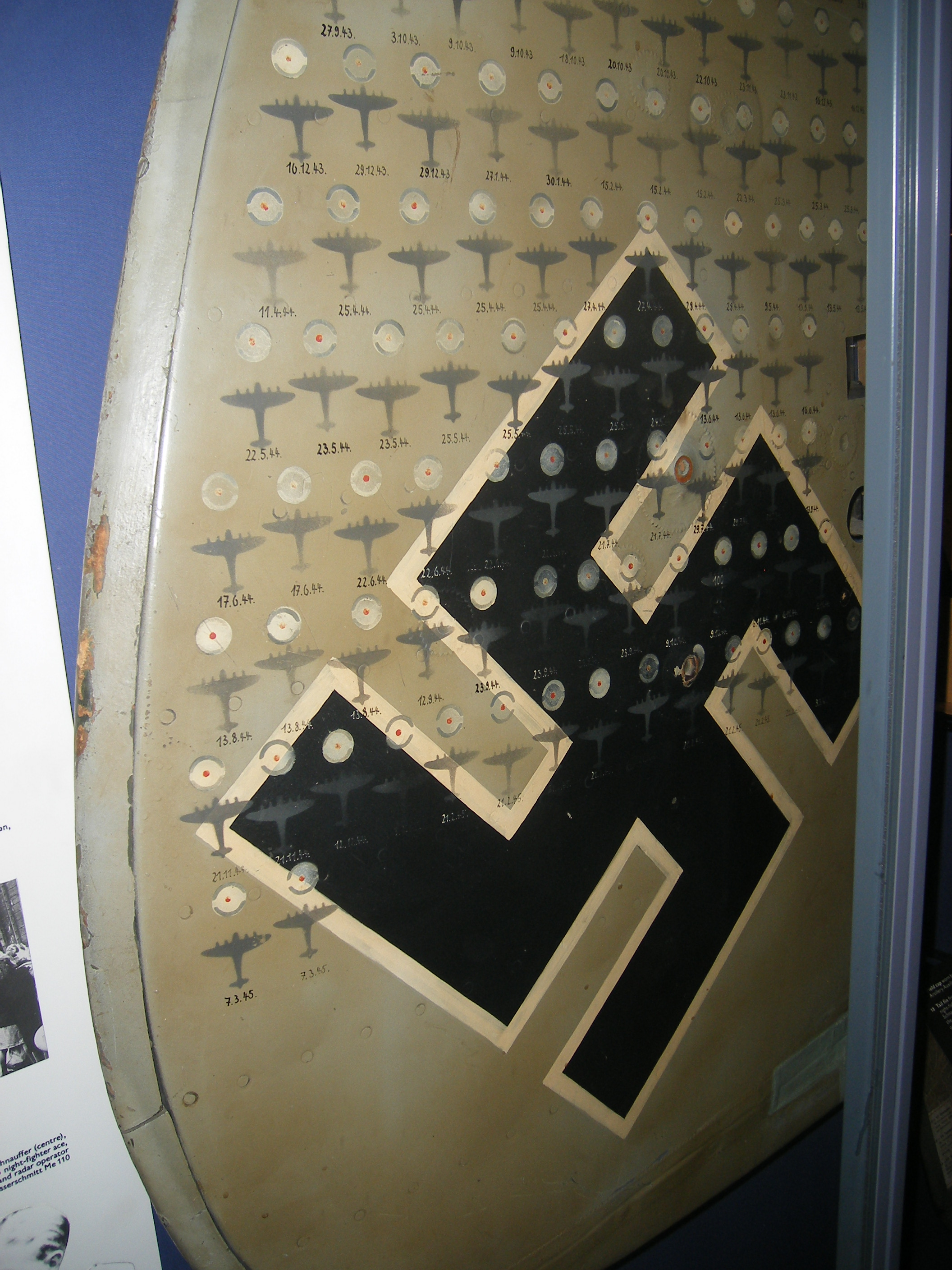
Киль Bf.110 Шнауфера, отражающий его победы, ныне является музейным экспонатом

## Награды
- Железный крест (1939)
  - 2-го класса — 02.06.1942
  - 1-го класса — сентябрь 1942
- Немецкий крест в золоте — 16.08.1943
- Рыцарский крест Железного креста с Дубовыми листьями, Мечами и Бриллиантами
  - Рыцарский крест — 31.12.1943
  - Дубовые листья — 24.06.1944
  - Мечи — 30.07.1944 (84-й награждённый)
  - Бриллианты — 16.10.1944 (21-й награждённый)
- Нагрудный знак «За ранение»  в чёрном — 1942
- Нагрудный знак пилота и наблюдателя в золоте с бриллиантами
- Авиационная планка за ночные бои в золоте
- «Кубок Чести Люфтваффе» — 26.07.1943
- Упоминание в «Wehrmachtbericht» — 10.10.1944